# Ambert
Ambert je francouzská obec v departementu Puy-de-Dôme v regionu Auvergne. V roce 2012 zde žilo 6 852 obyvatel. Je centrem arrondissementu Ambert.

## Vývoj počtu obyvatel
Počet obyvatel